# نيسان إكستيرا
نيسان إكستيرا هي سيارة دفع رباعي من تصنيع وتسويق شركة نيسان موتورز من 1999 إلى 2015 عبر جيلين؛
ذات محرك أمامي، أو بعجلتين أو 4 عجلات، وخمسة أبواب، وخمسة ركاب، ودفع رباعي مدمجة قائمة على الشاحنات، الجيل الأول (1999-2004) يشترك في المنصة بالإضافة إلى المصد الأمامي، وغطاء المحرك، والعمود أي، والزجاج الأمامي والأبواب الأمامية مع نيسان فرونتير بيك آب - والجيل الثاني (2005-2015) يتشارك أيضاً في منصته مع فرونتير.

## المقدمة
في حين أن جيلين إكستيرا اختلفوا بشكل كبير، فقد أعطى كل من الصلابة والقدرة على تحمل التكاليف الأولوية على الرفاهية واستخدام الهيكل على الإطار جنباً إلى جنب مع ألواح الانزلاق السفلي.
استخدم كلا الجيلين أيضاً تصميماً من صندوقين مع مقابض أبواب خلفية مثبتة على عمود سي، ونافذة خلفية غير متكافئة، ونزول في الباب الخلفي لمجموعة إسعافات أولية يمكن الوصول إليها من الداخل - وسقف بارز من مستويين يتيح الجلوس في الملعب في الصف الثاني. يستوعب السقف المتدرج رف سقف أمامي سفلي مع سلة تروس قابلة للإزالة ورف سقف تقليدي أكثر في السقف الخلفي والخلفي.
قامت نيسان بترخيص اسم إكستيرا من سلسلة سباقات إكستيرا على الطرق الوعرة ثلاثية الطرقات وصنعت سيارات الدفع الرباعي في جمعية سميرنا نيسان، وكذلك في كانتون، ميسيسيبي. تم تصنيع المتغيرات أيضاً في البرازيل والصين.
صممت إكستيرا بواسطة مدير التصميم في المعهد الوطني الديمقراطي وتم تطويره في نيسان ديزاين أمريكا في لاجولا، كاليفورنيا، وكانت أول سيارة نيسان تم تصميمها وتطويرها وتصنيعها بالكامل في الولايات المتحدة. وفقاً لجيري هيرشبرغ، رئيس شركة نيسان ديزاين إنترناشونال، "كان الدافع لمصممي إكستيرا هو ابتكار معدات متينة وذات جودة عالية وبأسعار معقولة". وصفها لاحقاً بأنها "أداة في المرآب كأنها تقول"عاملني بقسوة " وقال أيضاً "إنها مصممة لتبدو أفضل قذرة من نظيفة".
وصفت شركة روود آند ترك سيارة إكستيرا بأنها "سيارة رياضية متعددة الاستخدامات صادقة لا تحاول أن تكون بديلاً لسيارة فاخرة، ولا تحاول إخفاء ركائز شاحنتها".
وصفها جالوبنيك بأنها "مقلدة من لاند روفر ديسكفري". ووصفتها صحيفة واشنطن بوست بأنها "قاس بلا تبجح".

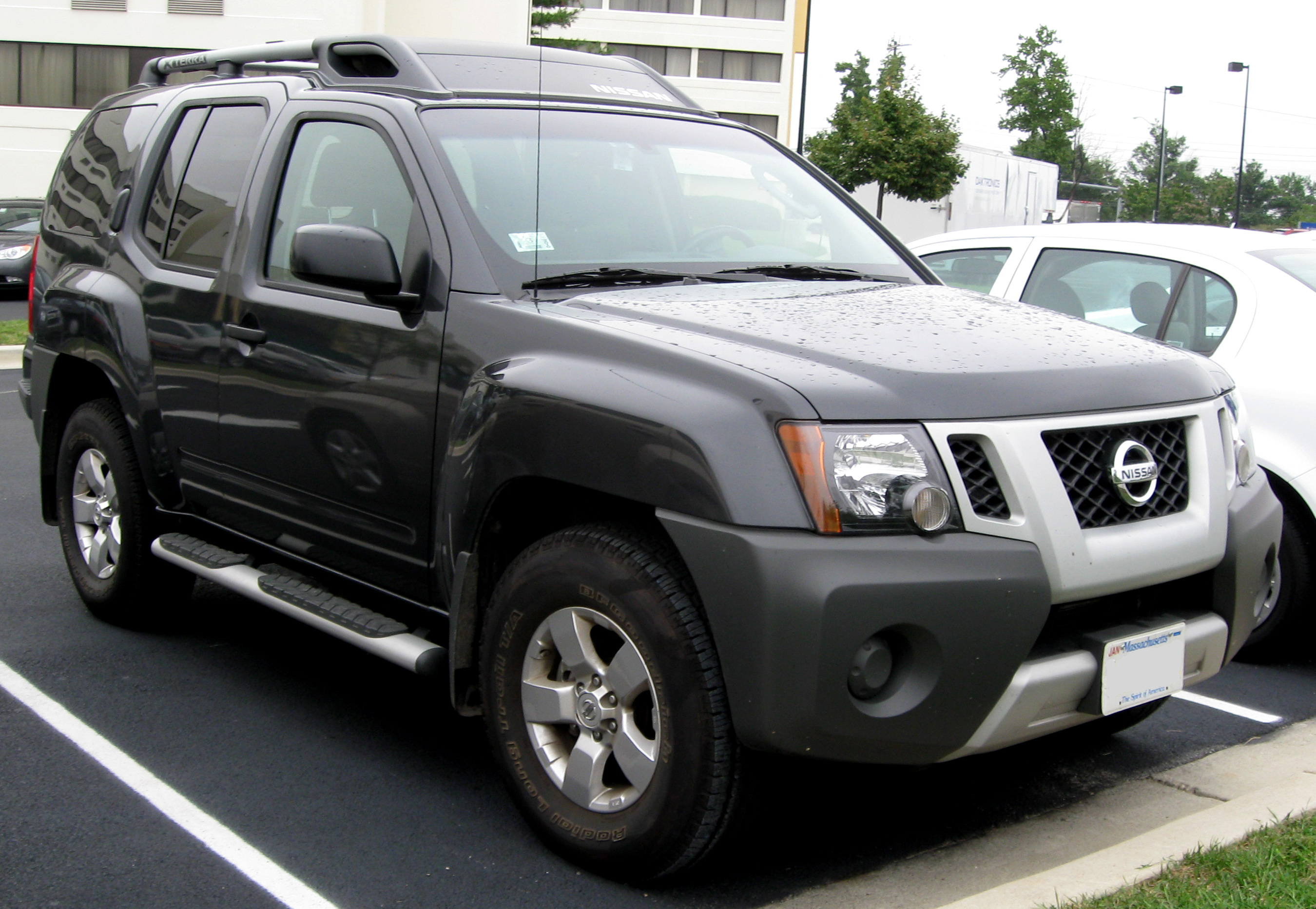

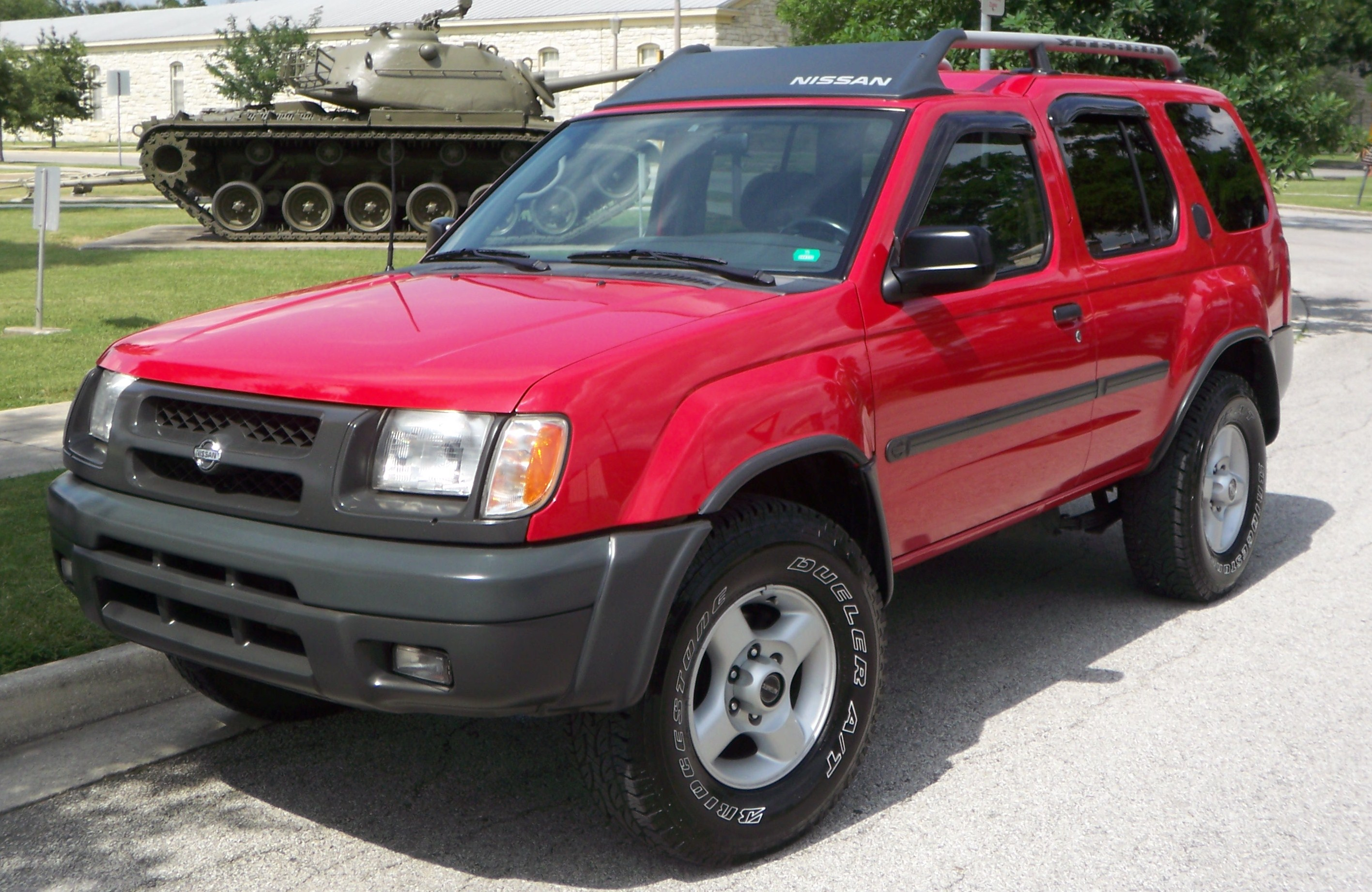

| 2009 نيسان إكستيرا | |
| ملخص               | |
| الصانع             | نيسان |
| أيضا يسمى          | نيسان بالادين (الصين)نيسانرونيز ( إيران) دونغفنغ أوتينغ (الصين)                                                   |
| إنتاج              | 1999-20152003-2007 (البرازيل)2003-2015 (الصين)                                                                    |
| المجسم             | سميرنا ، تينيسي (1999-2012)كانتون ، ميسيسيبي (2012-2015)الولايات المتحدةساو جوزيه دوس بينهايس، البرازيل (2003–07) |
| مصمم               | توم سمبل مع روبرت باور                                                                                            |
| الجسم والشاسيه     | |
| فصل                | دفع رباعي مدمجة                                                                                                   |
| نمط الجسم          | 5 أبواب دفع رباعي                                                                                                 |
| تخطيط              | محرك أمامي، دفع خلفي، محركأمامي، دفع رباعي                                                                        |
| التسلسل الزمني     | |
| خليفة              | نيسان روجنيسان مورانونيسان تيرا (الصين)                                                                           |

| الجيل الأول (WD22) | الجيل الأول (WD22)                                                                  |
| ------------------ | ----------------------------------------------------------------------------------- |
|                    |                                                                                     |
| ملخص               |                                                                                     |
| أيضا يسمى          | نيسان بالادين (الصين)نيسان رونيز (إيران)                                            |
| إنتاج              | أيار (مايو) 1999-2004 (أمريكا الشمالية والبرازيل)1999-2009 (إيران)2003-2015 (الصين) |
| مصمم               | ديان ألين (1997)                                                                    |
| الجسم والشاسيه     |                                                                                     |
| متعلق ب            | نيسان فرونتيرنيسان باثفايندر                                                        |
| مجموعة نقل الحركة  |                                                                                     |
| توصيل              | 4 سرعات أوتوماتيكية5 سرعات يدوي                                                     |
| أبعاد              |                                                                                     |
| قاعدة العجلات      | 2650 مم (104.3 بوصة)                                                                |
| طول                | 4،522 مم (178.0 بوصة)                                                               |
| عرض                | 1،788 مم (70.4 بوصة)                                                                |
| ارتفاع             | 1،834-1،879 ملم (72.2–74.0 بوصة)                                                    |

## الجيل الأول

### 1999-2001
تم تقديم إكستيرا في أمريكا الشمالية في عام 2000، باستخدام كل ما تحتاجه، لا شيء لا تريده كشعار تسويقي.
خلال العامين الأولين من إكستيرا، تم تقديم مستويين من القطع، وتم تسويقهما على أنهما إكس إي وأس إي.
تتميز إكس إي بمحرك KA24DE I4 بقوة 143 حصاناً (107 كيلوواط)، وناقل حركة يدوي 5 سرعات، وعجلات فولاذية بالإضافة إلى العديد من الحزم الاختيارية التي تجمع بين محرك VG33E V6 بقوة 170 حصاناً سعة 3.3 لتر مع ناقل حركة يدوي 5 سرعات أو ناقل حركة أوتوماتيكي بـ 4 سرعات، بالإضافة إلى رف السقف (المصنف لحمل يصل إلى 125 رطلاً) وسلالم جانبية، وفتحة سقف، وحصائر أرضية مغطاة بالسجاد.
يتميز أس إي بمعدات قياسية كانت اختيارية في إكس إي. تتميز جميع الطُرز بوسائد للمقعد الخلفي قابلة للإزالة ومثبتة بعلامات تبويب لاستيعاب ظهر المقعد الخلفي المسطح القابل للطي. كانت الموديلات الكندية من 1999 إلى 2004 مقتصرة على محرك VG33E V6 بدوام جزئي 4WD.

### 2002-2004
مع تطوير إكستيرا 1999 في نيسان ديزاين أمريكا في كاليفورنيا، تم تنفيذ جميع التحديثات لعام 2002 إكستيرا في مركز نيسان التقني بأمريكا الشمالية في فارمنجتون هيلز، ميشيغان.
ظهر الطراز المحسن لأول مرة في معرض شيكاغو للسيارات 2001 بتصميم أمامي منقح بشكل بارز مع مصابيح أمامية مستديرة ولوحة عدادات معدلة ووحدة تحكم مركزية وحجرة قفاز أكبر وحوامل أكواب خلفية قابلة للسحب وأربع نقاط طاقة داخلية وفرامل وقوف بدواسة تعمل بالقدم (مقابل. سابقاً، مكابح انتظار مثبتة على لوحة العدادات) - وزيادة بمقدار 10 حصان لمحرك V6.
الترس التفاضلي الخلفي لجميع إكستيرا وفرونتير هو H233B مع عدد من نسب التروس المتوفرة في كل من التكوينات المحدودة للانزلاق والمفتوحة. الأكثر شيوعاً هو 4.636: 1 و4.9: 1. التفاضلات المبكرة لها مدخلات نمط شفة في الترس الصغير بينما أواخر عام 2004 وحتى نهاية الإنتاج كان لها مدخل من نمط نير سبايسر للجناح.
تمت ترقية محرك VG33E V6 سعة 3.3 لتر إلى 180 حصاناً (134 كيلوواط) عند 4800 دورة في الدقيقة و202 رطل قدم (274 نيوتن متر) عند 2800 دورة في الدقيقة، مع خيار إيتون M62 سوبر تشارجد VG33ER الذي تم ترحيله من 2001  نيسان فرونتير، ينتج 246 رطل قدم (334 نيوتن متر) من عزم الدوران للأوتوماتيكي، و231 رطل قدم (313 نيوتن متر) من عزم الدوران مع 5 سرعات يدوي.
بالنسبة لعام 2003، تلقت المقاعد الأمامية قابلية ضبط إضافية مع دعم إضافي للخشب وفي طرازات أس إي، تم استبدال نظام الصوت سي دي و أي إم وإف إم المكون من 6 أسطوانات و4 مكبرات صوت بنظام صوت روك فوسغيت أي إم وإف إم وسي دي مع 6 مكبرات صوت 300 واط  مضخم صوت 8 بوصات يشغل جزءاً صغيراً من منطقة التخزين الخلفية. تم تصنيع آخر طراز من طراز عام 2004 إكستيرا  في يناير 2005.

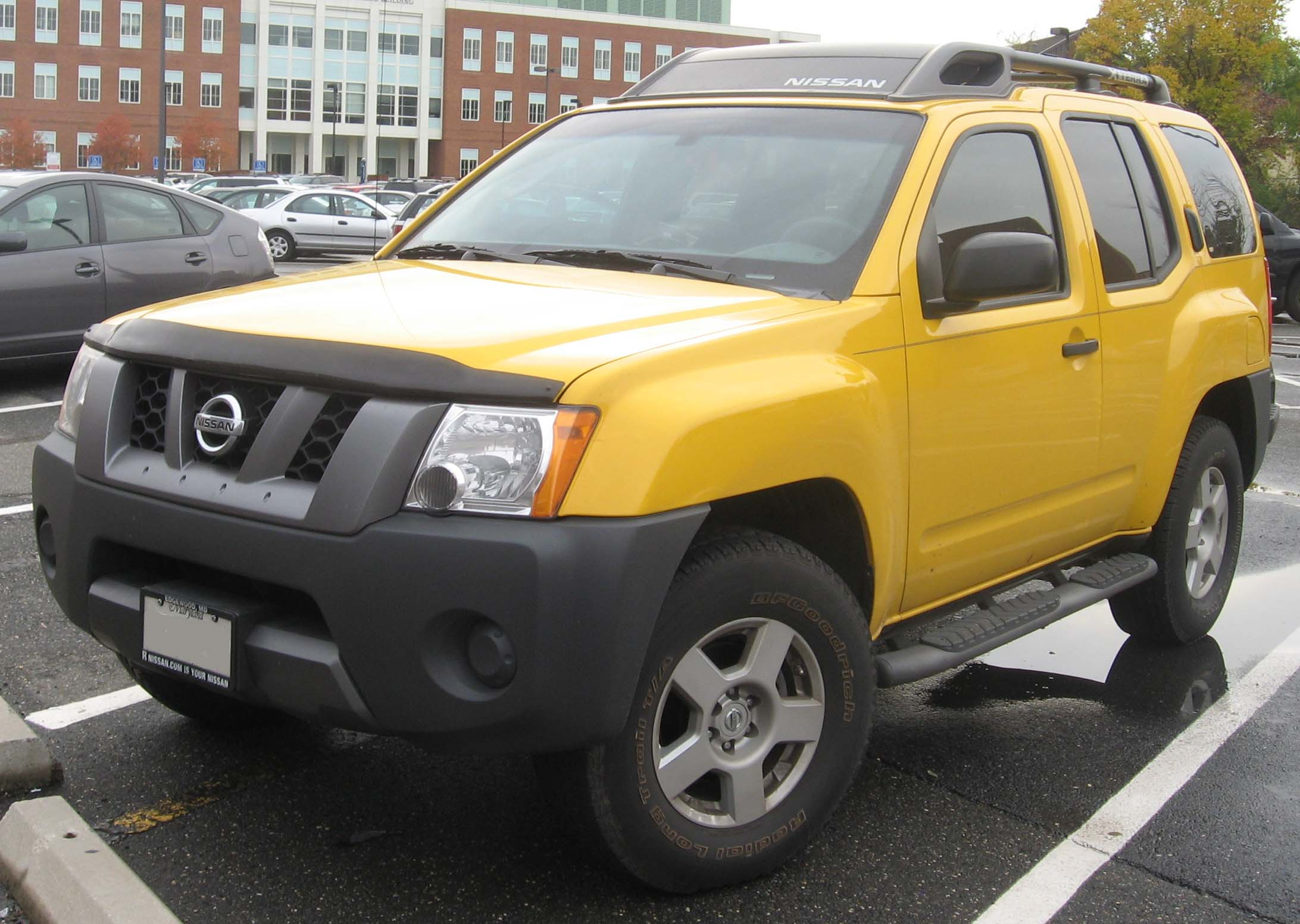

| الجيل الثاني (N50) | الجيل الثاني (N50)                                                     |
| ------------------ | ---------------------------------------------------------------------- |
|                    |                                                                        |
| ملخص               |                                                                        |
| إنتاج              | يناير 2005-2015                                                        |
| سنوات النموذج      | 2005-2015                                                              |
| الجسم والشاسيه     |                                                                        |
| منصة               | منصة نيسان إ ألفا                                                      |
| متعلق ب            | إنفينيتي كيو إكس 56نيسان أرمادانيسان فرونتيرنيسان باثفايندرنيسان تيتان |
| مجموعة نقل الحركة  |                                                                        |
| توصيل              | يدوي 5 سرعات أوتوماتيكي6 سرعات                                         |
| أبعاد              |                                                                        |
| قاعدة العجلات      | 2700 مم (106.3 بوصة)                                                   |
| طول                | 4539 ملم (178.7 بوصة)                                                  |
| عرض                | 1،849 مم (72.8 بوصة)                                                   |
| ارتفاع             | 1،902 مم (74.9 بوصة)                                                   |

## الجيل الثاني

### 2005-2015
ظهر الجيل الثاني من إكستيرا لأول مرة في معرض نيويورك الدولي للسيارات في عام 2004 باستخدام منصة ألفا من نيسان. أكبر في جميع الأبعاد من سابقتها، دخلت صالات العرض في أوائل عام 2005 لطراز عام 2005. تمت ترقية المحرك القياسي إلى محرك V6 سعة 4.0 لتر VQ40DE متغير الصمام V6، ينتج 261 حصان (195 كيلو واط). تم تقديم خزانة تفاضلية خلفية للقيادة على الطرق الوعرة.

### تحديث 2009
تلقت إكستيرا عملية تغيير لعام 2009 (إنتاج يوليو 2008) مع مزيد من الخيارات والألوان، ومقاعد جلدية في طرازات أس إي، وأضواء مثبتة على السقف على طرازات الطرق الوعرة. كان العام الأخير لسيارة نيسان إكستيرا في المكسيك عام 2008. وفي عام 2012، تم نقل الإنتاج من سميرنا بولاية تينيسي إلى منشأة نيسان في كانتون بولاية ميسيسيبي.

### تحديث 2011
- تشتمل الطرازات الأمريكية المبكرة على إكس وأس وإكس 4 برو، مع اختيار ناقل حركة يدوي بـ 6 سرعات أو ناقل حركة أوتوماتيكي بـ 5 سرعات، واختيار دفع رباعي بدوام جزئي أو دفع بعجلتين.[17]
- تشمل التغييرات:
- نظام الهاتف القياسي الذي يعمل بتقنية بلوتوث بدون استخدام اليدين، وأدوات التحكم في الصوت في عجلة القيادة وحامل النظارات الشمسية (وحدة التحكم العلوية) على جميع المستويات.
- نيسان كونكت، حُدث مع تكامل الهاتف الذكي لأجهزة آي فون وأندرويد، مما يسمح للمستخدم بالاتصال بـ باندورا وراديو آي هارت وفيس بوك والمزيد. تشمل الإمكانيات سيريس إكس إم (الاشتراك مطلوب، يباع بشكل منفصل) ودفق الصوت عبر البلوتوث، ومساعد الرسائل النصية بدون استخدام اليدين والتعرف على الصوت.
- تصميمات عجلات جديدة من سبائك الألومنيوم مقاس 16 بوصة للطرازين أس وإكس 4 برو.
- تمت إضافة عناصر تحكم HVAC جديدة ونظام صوت مطور إلى درجة إكس.
- مقاعد أمامية مدفأة متوفرة في إكس 4 برو-4X.
- طلاء فضي على الشبك والحاجز السفلي.

### التوقف
تم إيقاف إكستيرا في الولايات المتحدة بعد عام 2015. تم الاستشهاد بأسباب ضعف الاقتصاد في استهلاك الوقود، وانخفاض المبيعات، والترقيات الإلزامية للسلامة والانبعاثات.

## الجوائز والتقدير
- 2000 جائزة فائدة رياضية من موتور ترند لعام 2000.[20]
- 2000 شاحنة العام في أمريكا الشمالية.
- 2000 جائزة السيارة الشتوية لجمعية نيو إنجلاند موتور برس لنيو إنجلاند للأفضل في فئتها - المرافق الرياضية الصغيرة.
- 2001 حصل على لقب أفضل سيارة من قبل دليل شراء السيارات والشاحنات الجديدة AAA
- 2005 تم اختيارها في قائمة أفضل 50 سيارة جديدة من مجلة أوتو موبيل
- 2006 رُشح لقب شاحنة العام في أمريكا الشمالية
- 2006 جائزة فائدة رياضية من موتور ترند لعام
- 2006 جائزة أفضل سيارة رياضية متعددة الاستخدامات من شركة موتور ترند ترك ترند لعام 2006
- 2006 الفائز بجائزة السيارة والسائق روك - هوبر دفع رباعي[21]
- 2006 جائزة 4 × 4 للعام من مجلة بيترسون 4 العجل والطريق الوعرة.
- 2006 Edmunds.com أكثر سيارات المحرر المطلوبة
- 2009 4 مجلة ويلر الدفع الرباعي
- أعلى تصنيف للسلامة من الآثار الجانبية الصادر عن الإدارة الوطنية الأمريكية للسلامة على الطرق السريعة لعام 2010 (خمس نجوم)

### الإنتاج خارج أمريكا الشمالية
تم تصنيع جميع سيارات إكستيرا التي تنتجها نيسان والمُصنعة خارج الولايات المتحدة في ساو جوزيه دوس بينهايس بالبرازيل حتى عام 2007.
(توقفت نيسان عن الإنتاج البرازيلي بالكامل في عام 2007). تشنغتشو نيسان للسيارات مثل (اليابانية: نيسان بالادين) من 2003 إلى 2013. يستخدم بالادين نفس الهيكل ومعدات التشغيل مثل الجيل الأول من نيسان إكستيرا، ومحرك 2.4L KA24DE متزاوج مع ناقل حركة يدوي 5 سرعات. الواجهة الأمامية من بيك أب المحلي.
(يتوفر طراز إكستيرا من الجيل الثاني فقط في أمريكا الشمالية). وهناك فرق آخر بين سيارة إكستيرا الأمريكية ونظيراتها الصينية يتمثل في مشغل فرامل الانتظار، ودواسة مزودة بمقبض سحب في أمريكا، وذراع في الصين.

### دونغفنغ اوتينغ
تنتج شركة دونغفنغ موتور نسخة صينية من إكستيرا تسمى أوتنج من 2007 إلى 2015. وهي مبنية على الجيل الأول من إكستيرا. كان متوفرا مع 2.4 لتر 4G64 و4G69 أو 2.5 لتر محرك ديزل تيربو مقترن بعلبة تروس يدوية 5 سرعات.
بالمقارنة مع الأسعار، كان سعر السوق الصيني نيسان بالادين من 159.800 إلى 244.800 يوان صيني (25264 إلى 38.702 دولاراً أمريكياً) بينما كان سعر أوتنغ من 119.800 إلى 154.800 يوان صيني (18940 إلى 24473 دولاراً أمريكياً).

## الخليفة
بعد توقف إكستيرا عن السوق الأمريكية في عام 2015، بدأت نيسان في اختبار D23 نافارا الدفع الرباعي ظهرت السيارة الرياضية متعددة الاستخدامات، التي سميت فيما بعد تيرا، لأول مرة في آسيا في أوائل عام 2018، وتم إطلاق النسخة المحسنة في الشرق الأوسط في أواخر عام 2020 تحت اسم إكس-تيرا.

## المعرض

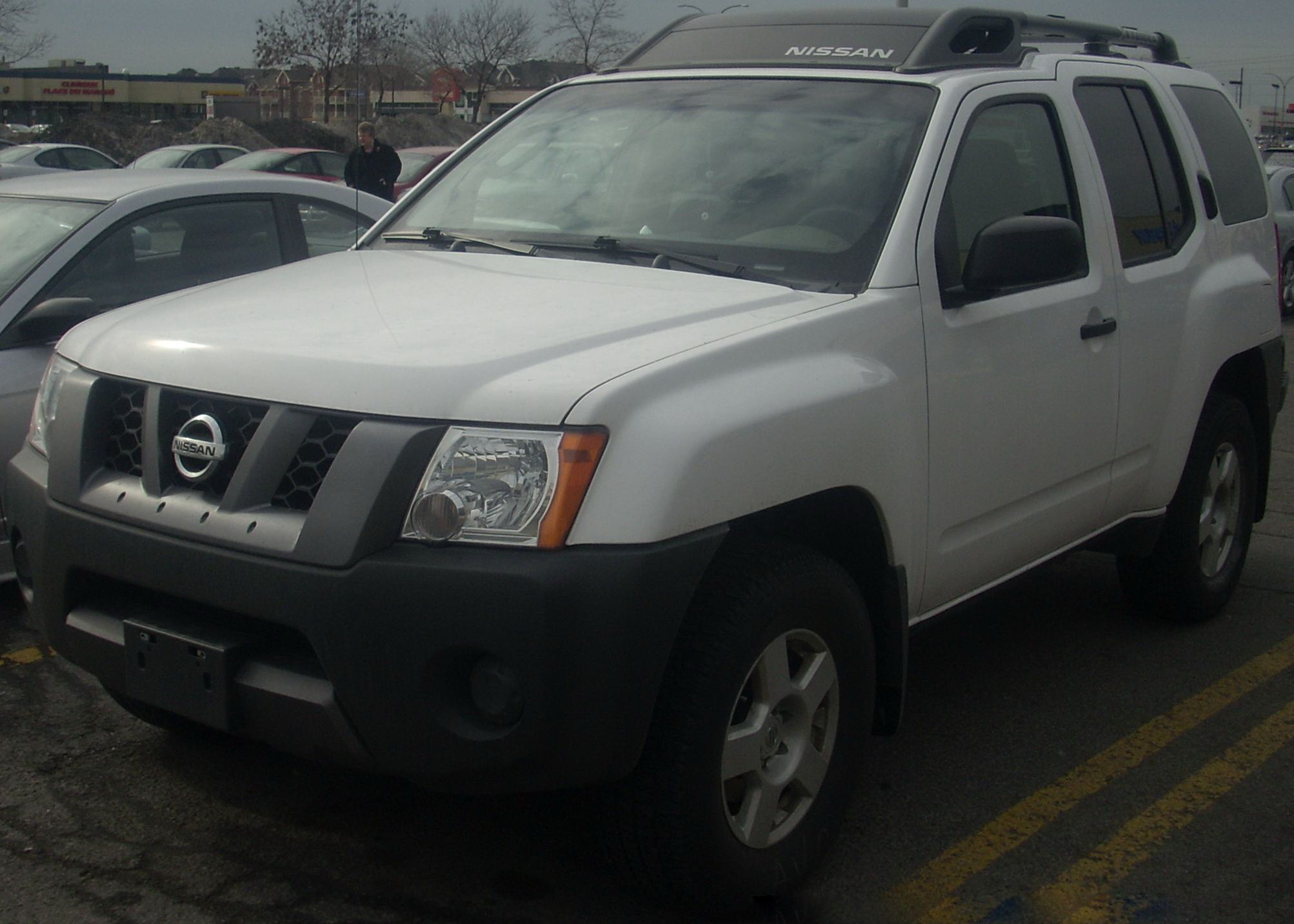
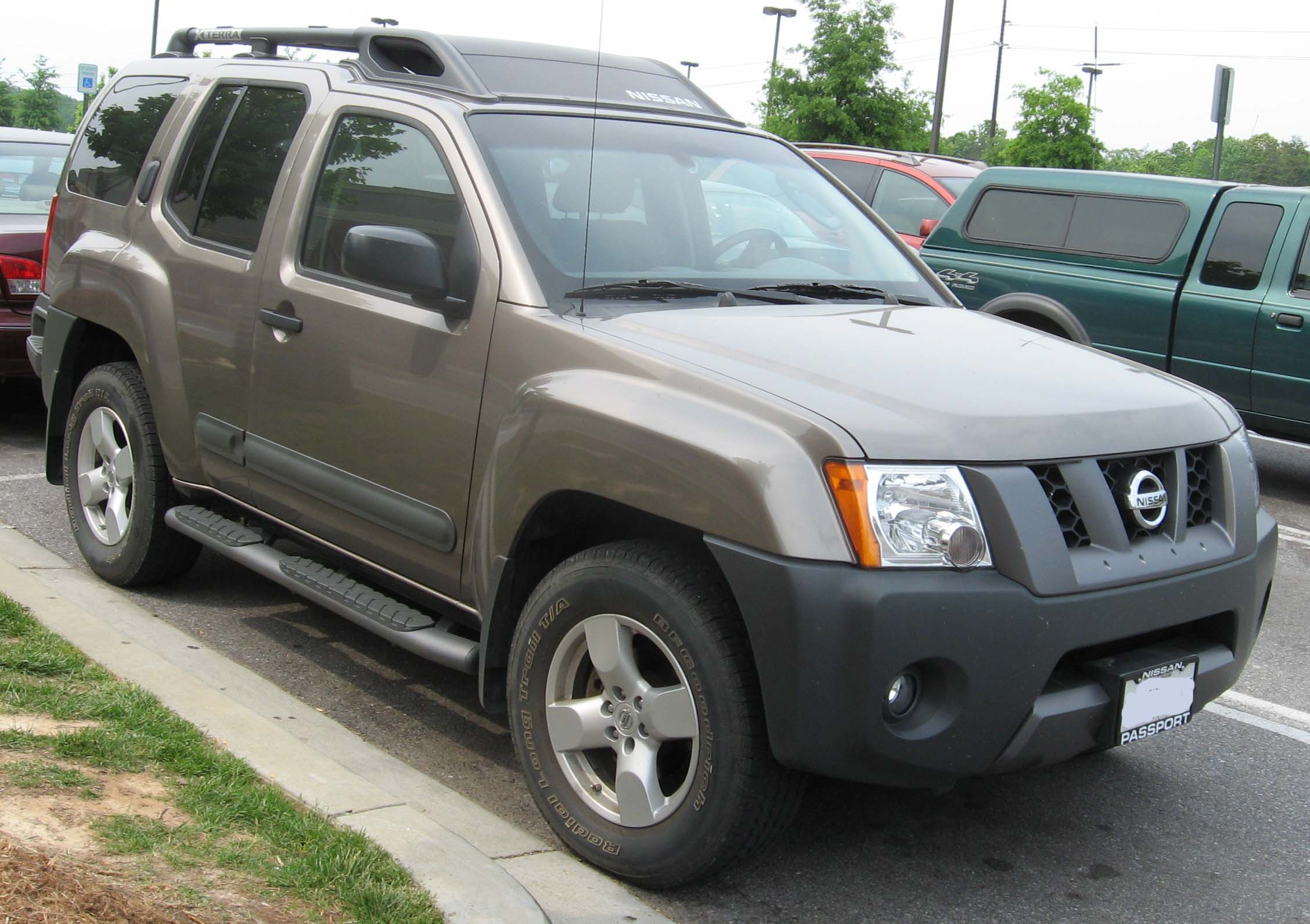
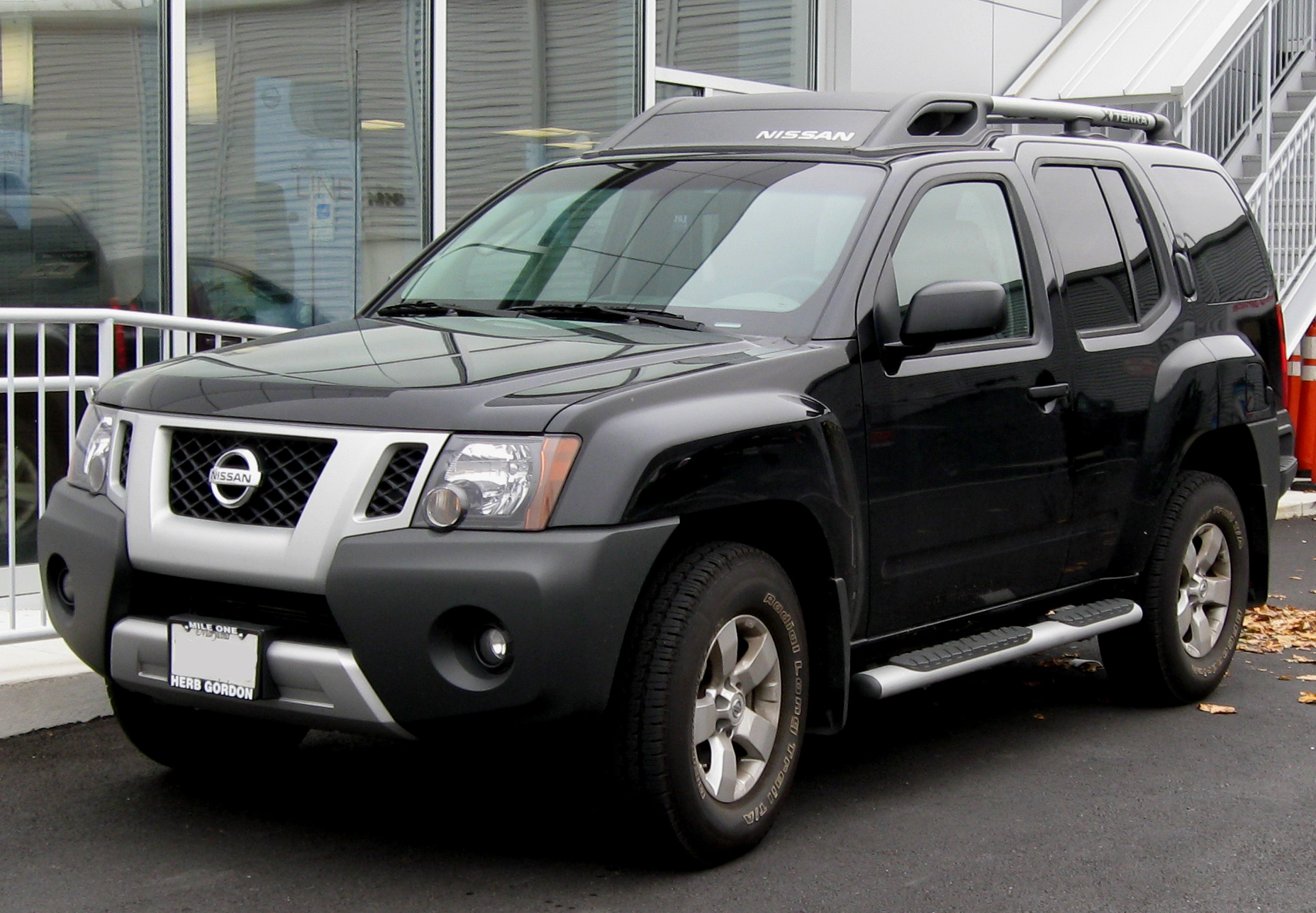
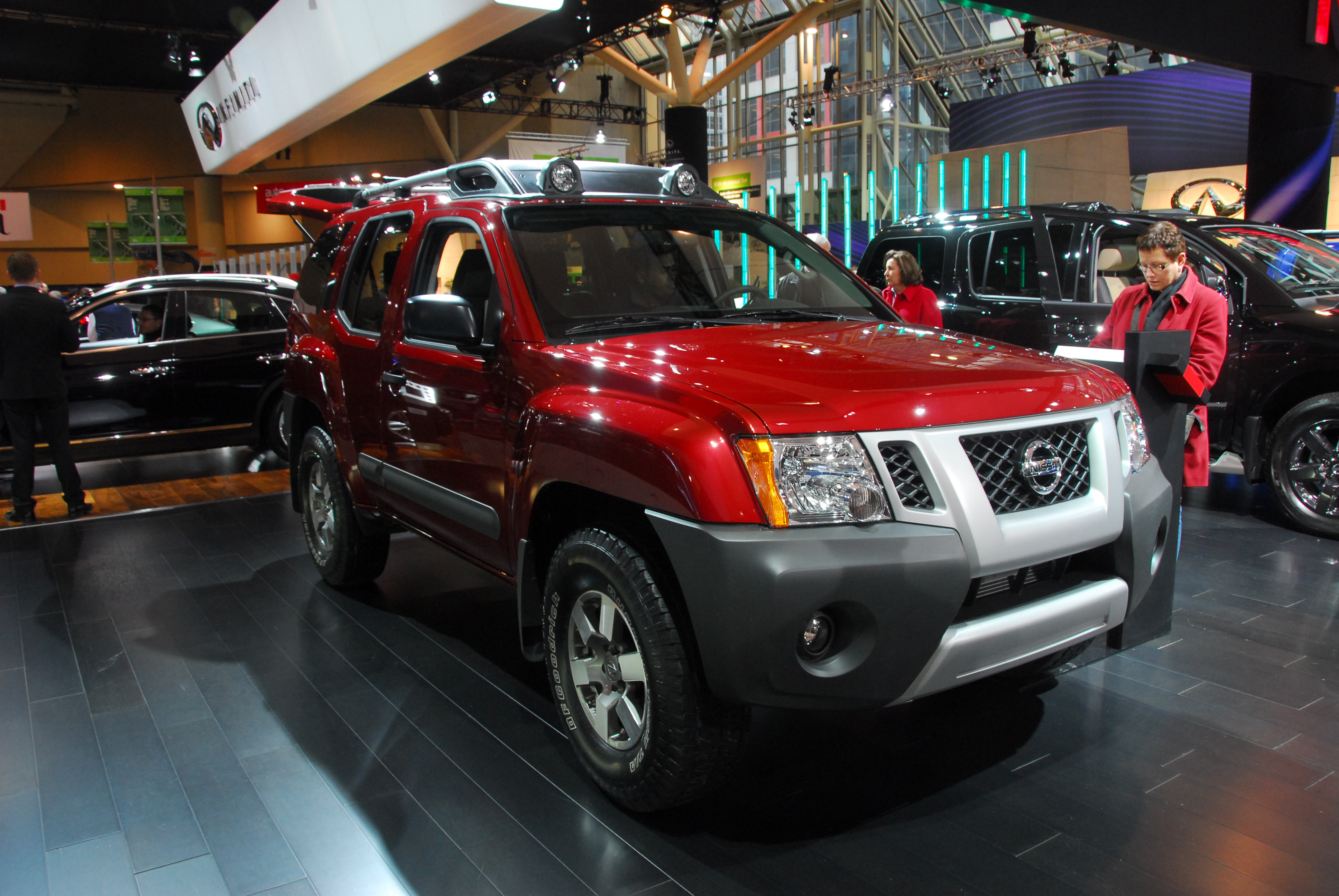
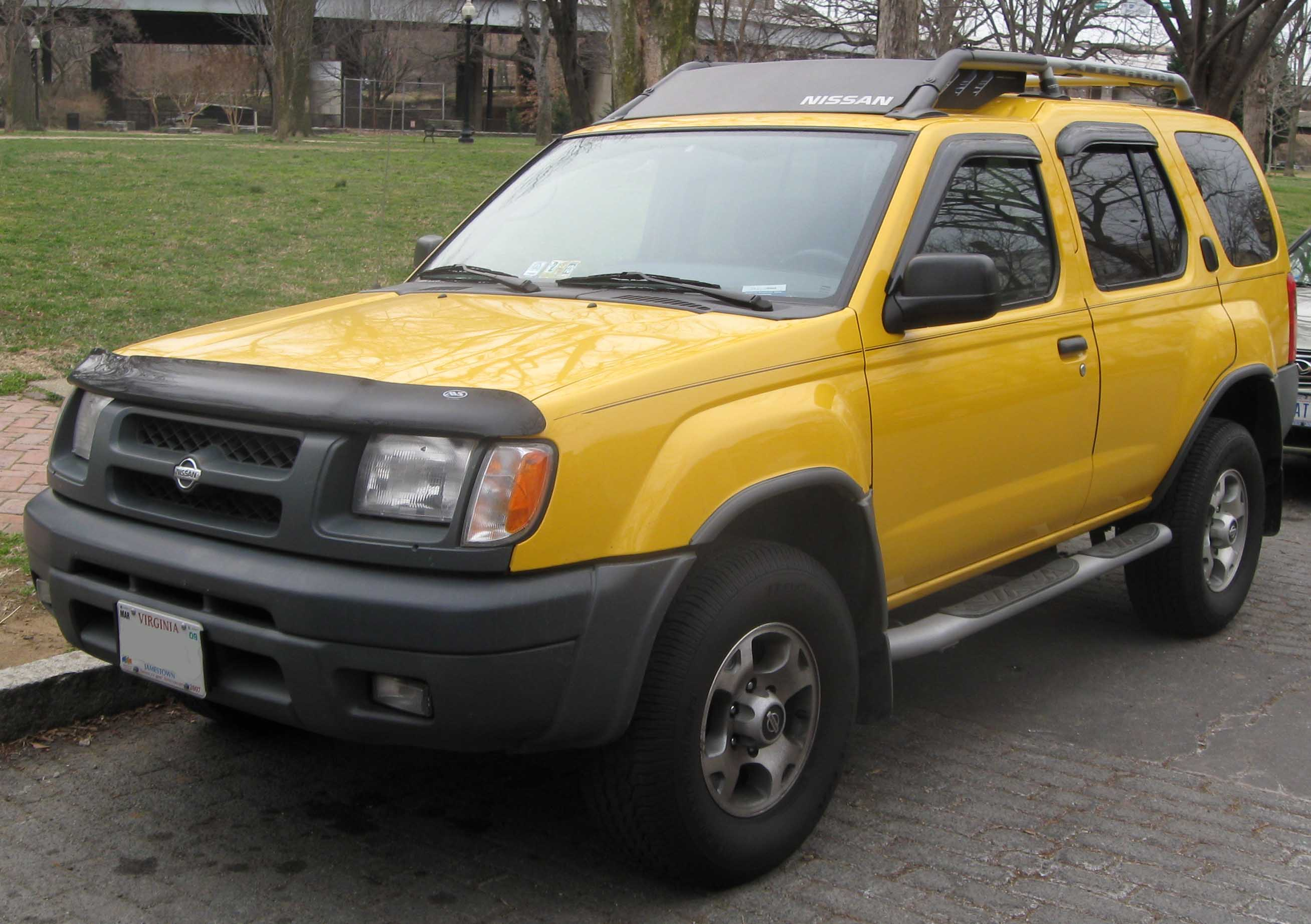
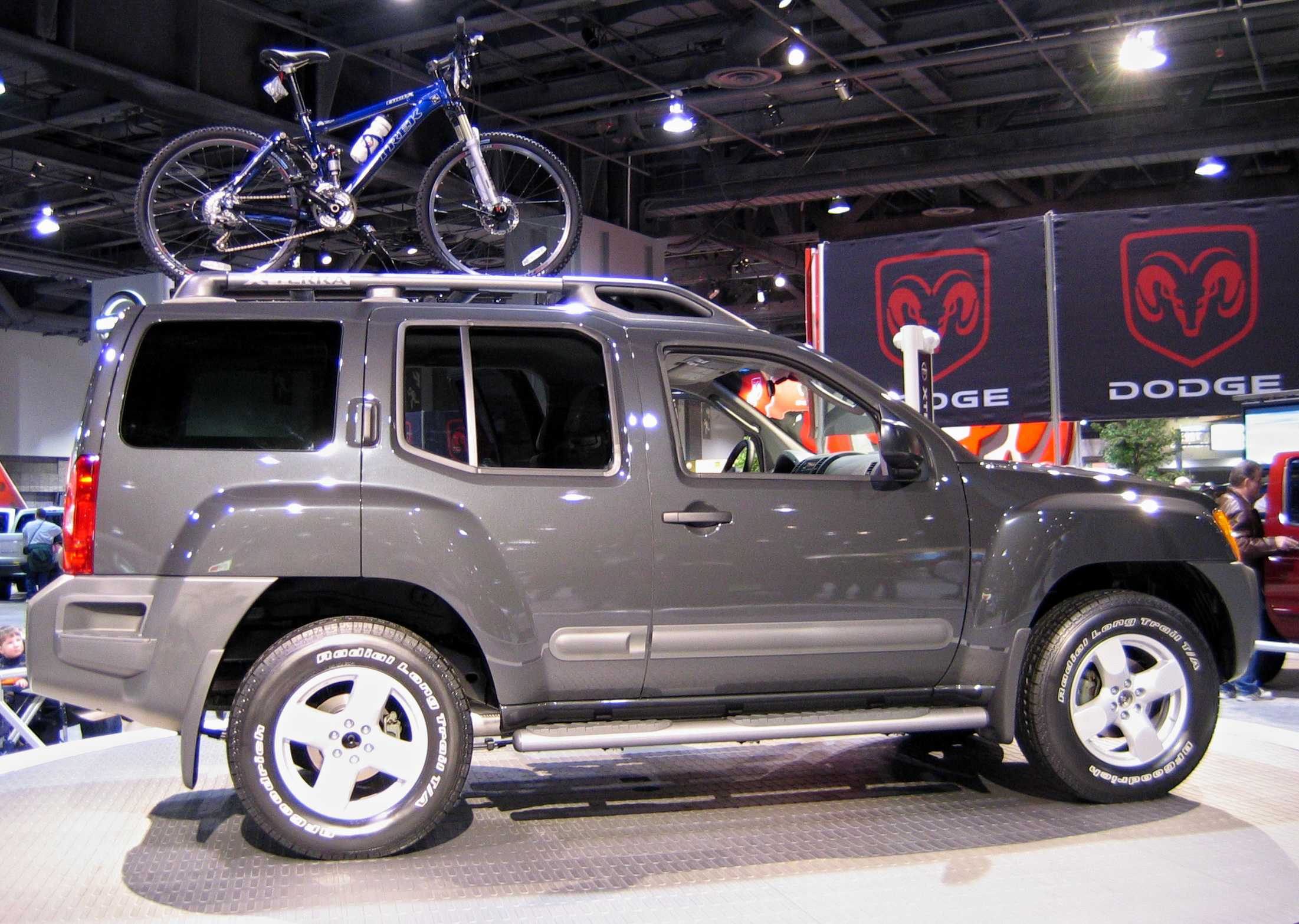
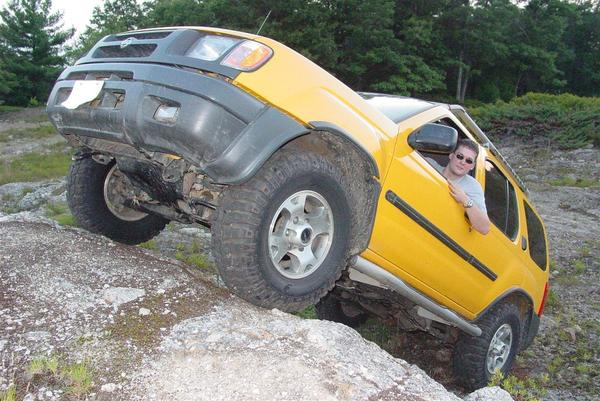
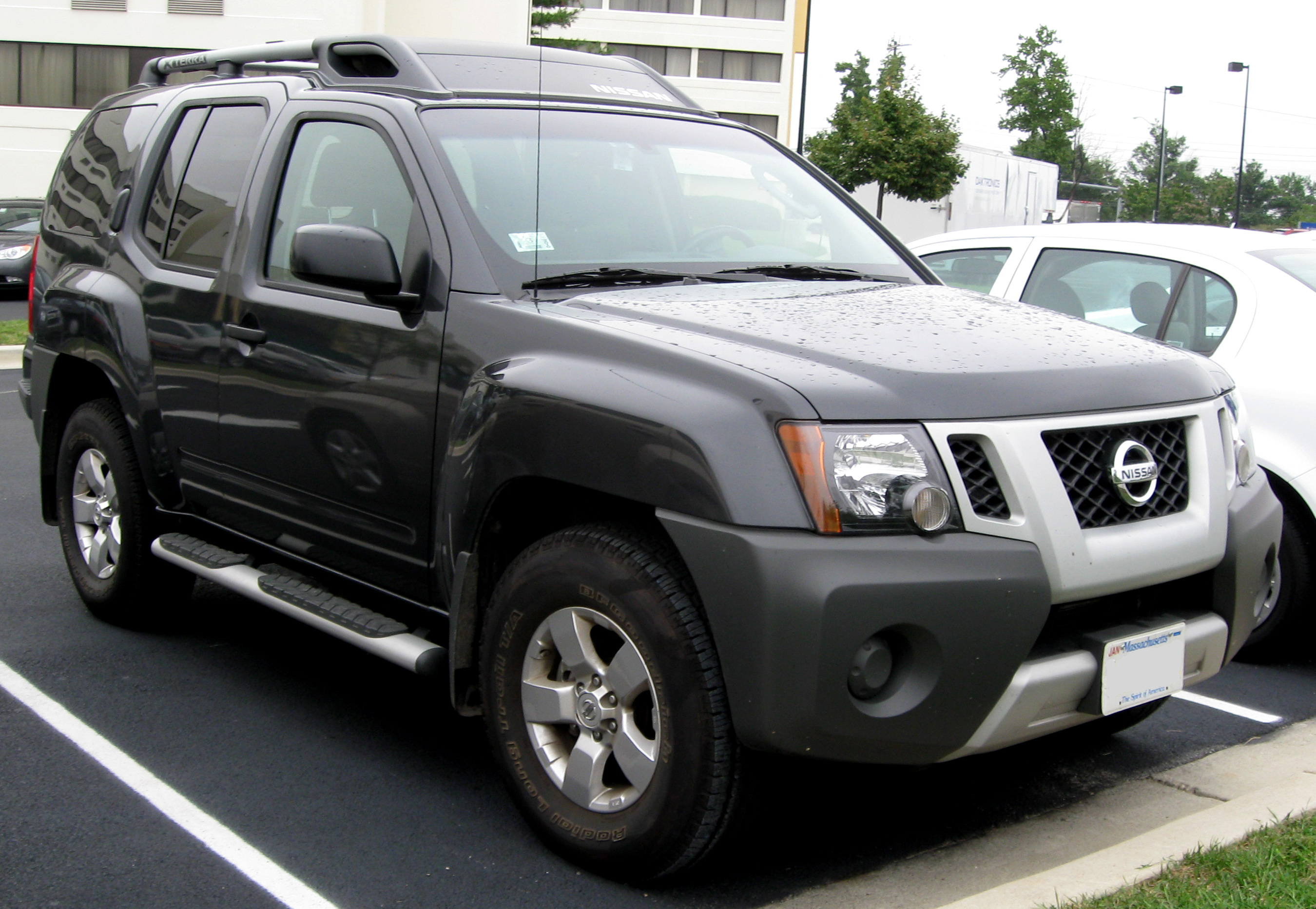

## المبيعات
| السنة | الولايات المتحدة | كندا     |
| ----- | ---------------- | -------- |
| 2002  | 79779            | غير متاح |
| 2003  | 67799            | غير متاح |
| 2004  | 66،690           | 1،407    |
| 2005  | 72،447           | 2799     |
| 2006  | 62325            | 2،183    |
| 2007  | 51355            | 1،469    |
| 2008  | 33579            | 800      |
| 2009  | 16455            | 613      |
| 2010  | 20.523           | 1،040    |
| 2011  | 18221            | 1،258    |
| 2012  | 18679            | 931      |
| 2013  | 17،766           | 1،070    |
| 2014  | 16505            | 991      |
| 2015  | 10672            | 1،707    |
| 2016  | 38               | 227      |
| 2017  | 1                | -        |

## المواصفات
- المحرك 6 اسطونات 4000 سي سي
- 261 حصان بخاري العزم 41.7 كيلو
- ناقل الحركة عادي 6 سرعات أوتوماتيك 5 سرعات
- نظام تعليق صلب وممتاز على الطرق الوعرة

## روابط خارجية
نيسان - الموقع الأمريكي الرسمي
الموقع الرسمي على نيسان الصين
قصة نيسان بالادين والفريق الصيني في سباق السيارات لمسافات طويلة 2005 (داكار 2005) من هذا الموقع الإلكتروني: موقع نيسان موتورسبورتس الإلكتروني